# Petra Top
Petra Top (1967) is een Nederlandse schrijfster. Ze publiceerde onder andere in Margriet, Viva en de NightWritersbundel. Oktober 2008 werd haar debuut De amazone gepubliceerd door uitgeverij Archipel. Op de website van haar uitgever zijn bovendien dagboekfragmenten van haar te vinden.

## Televisie
- 24 oktober 2008 was Petra Top in het KRO-programma 'De Wandeling' te zien.